# Выращивание органоидов
Выращивание органоидов — перспективная биоинженерная технология 3D-культивирования клеток, целью которой является создание различных  самоорганизующихся жизнеспособных моделей биологических органов, обладающих организационными свойствами, отражающими развивающийся орган. Такие модели, «зачатки» искусственных органов, названные органоидами (англ. organoid, не путать с органеллами) используются учёными для изучения и моделирования органогенеза, моделирования опухолей и различных заболеваний, которым могут быть подвержены определённые органы, тестирования и скрининга на них различных лекарственных препаратов и токсичных веществ, а также для экспериментов по замене органов или терапии повреждённых органов трансплантатами.

## Современное состояние
Идея об искусственном выращивании человеческих органов появилась в середине XX века, с того момента, как людям начали пересаживать органы доноров. Даже при возможности пересаживать большинство органов пациентам, в настоящее время очень остро стоит вопрос донорства. Большое количество пациентов умирают, не дождавшись своего органа. Искусственное выращивание органов в теории может спасти миллионы человеческих жизней.
Некоторые успехи в этом направлении уже достигнуты с помощью методов регенеративной медицины.

### Эмбриоиды
Эмбриоиды или  эмбриональные тельца представляют собой трёхмерные агрегаты клеток, где представлены клетки всех трёх зародышевых листков, необходимых для образования органов и тканей организма. В условиях лаборатории их можно получить различными способами культивирования из недифференцированных ИПСК. Формирование эмбриональных телец является обычным методом, используемым для дифференциации ИПСК в различные клеточные линии.

#### Гаструлоиды
Поскольку, на ранних стадиях эмбриоиды нередко сильно дезорганизованы и не могут образовывать структуры, хоть сколько-нибудь похожие на эмбрион, их можно использовать только для поиска сигнальных молекул, необходимых для дифференцировки различных типов клеток, а также для создания популяций клеток предшественников.
Однако при соответствующих условиях (в частности под воздействием аминокислоты пролина) эмбриоиды начинают претерпевать морфологические изменения аналогичные гаструляции эмбриона, генерируя типы клеток, соответствующие трем зародышевым листкам. Такие эмбриоиды сперва спонтанно образуют узелок, который без помощи и сигналов извне становится центром регулирующим пространственную организацию зародыша с учётом трех осей тела и направляет полярность дифференцировки клеток во время дальнейшего эмбриогенеза. Так эмбриоид превращается в гаструлоид.
Гаструлоиды это трехмерные агрегаты плюрипотентных стволовых клеток, которые при соответствующих условиях культивирования развивают эмбрионоподобную организацию с тремя ортогональными осями и точным распределением множественных производных трех зародышевых листков.

### Органоиды сердечно-сосудистой ткани
Культивируя эмбриоиды на коллаген-конъюгированных гидрогелях с жесткостью, подобной жесткости сердечной мышечной ткани Шкуматову с соавторам исследования удалось получить кардиоваскулярные органоиды, способные к сокращению. Этим они показали, что важную роль в дифференцировке клеток может играть жесткость межклеточного матрикса. Необходимость создания комфортных для культивируемых клеток механических напряжений, путём регуляции жесткости материала подложек для культивации была отмечена и в ряде других работ. Новые технологии позволили синхронизировать сокращения клеток сердечного органоида. Правильно подобранный темп электростимуляции, заставляющей растущую мышечную ткань сокращаться, позволяет не только сократить сроки выращивания, но и более качественно скопировать зрелую здоровую сердечную ткань по целому ряду параметров.

### Органоиды печени
Важный шаг на пути к выращиванию в лаборатории органов сделали исследователи из Японии. Им удалось создать простую, но вполне функциональную печень человека. Исследователи получили клетки печени из ИПСК и культивировали их совместно с эндотелиальными клетками (предшественницами кровеносных сосудов) и мезенхимальными клетками, которые играет роль «клея», объединяющего различные клетки. Оказалось, что при определённом соотношении этих клеток их совместная культура проявляет способность к самоорганизации и образует трёхмерные шарообразные структуры, представляющие собой зачаток печени. При трансплантации этих зачатков печени мышам было обнаружено, что они, примерно за 48 часов, образуют связи с близлежащими кровеносными сосудами и способны выполнять характерные для печени функции. По мнению некоторых учёных, подобные зачатки печени, если уменьшить их размер, а затем ввести в кровоток повреждённой печени, могли бы способствовать нормализации её функции. Пока нет гарантии, что клетки печени, полученные из ИПСК, не вызовут образование опухолей. Требуется тщательная отработка этих методов.
На основе органоидов печени создано устройство — биоискусственная печень с органоидами печени для временного поддержания жизни больных.
Такебе с соавторами создали воспроизводимый метод широкомасштабного выращивания васкуляризированных органоидов печени человека полностью из индуцированных плюрипотентных стволовых клеток (ИПСК) и продемонстрировали их функциональные возможности для применения в качестве трансплантата для лечения людей. Аналогичные протоколы были опубликованы в 2020 году.

### Органоиды слюнных и слезных желез
Группа исследователей из Токийского университета наук и корпорации Organ Technologies Inc во главе с профессором Такаси Цудзи (Takashi Tsuji) продемонстрировала функциональную регенерацию подчелюстных слюнных желез из биоинженерных зародышей слюнной железы после их ортотопической (с удалением дефектной железы) трансплантации с целью восстановительной терапии путём замены органа мышам, у которых был смоделирован дефект слюнных желез. Созданный биоинженерный зародыш развился в зрелую железу путём формирования гроздевидных отростков с мышечным эпителием и иннервацией. Он производил и выделял слюну в ответ на вкусовую стимуляцию цитратом, восстанавливал процесс глотания пищи, защищал ротовую полость от бактериальной инфекции. Эта же группа успешно провела ортотопическую трансплантацию биоинженерных зародышей слезных желез мышам с моделью имитирующей повреждение эпителия роговицы, вызванное дисфункцией слезной железы. В условиях in vivo[чего?] биоинженерные зародыши дали начало слезным железам способным выполнять физиологические функции, включая образование слезы в ответ на нервную стимуляцию и защиту глазной поверхности.

### Органоиды почек
Разработаны технологии для выращивания из плюрипотентных клеток органоидов почки, которые можно использовать для моделирования болезней почек и скрининга лекарств для их лечения, а в будущем для подсадки пациентам миниатюрных почек, созданных из их собственных ИПСК. Разработана стратегия трансплантации такого органоида, позволяющая ему выводить выделяемую им мочу в мочевой пузырь.

### Органоиды поджелудочной железы
Исследователи Датского центра стволовых клеток разработали метод трёхмерной (3-D) культуры в геле Matrigel со специально подобранным составом среды, который может быть использован для выращивания миниатюрных «затравок» поджелудочной железы. В перспективе такие «каркасы» могут быть полезны для борьбы с диабетом в качестве «запчастей».

### Органоиды тимуса
Важную роль в генерации новых Т-клеток играет тимус. Эта железа очень активна в начале жизни, но отмирает при достижении совершеннолетия в процессе, известном как инволюция тимуса, в результате чего происходит понижение иммунитета у пожилых людей. Подсадка в организм пожилых людей органоидов тимуса могла бы помочь им бороться с рядом старческих заболеваний. Надежды в этом плане вселяют эксперименты по выращиванию органоидов тимуса и их трансплантации бестимусным мышам. Выяснилось, что органоиды тимуса не только способны прижиться, но и могут эффективно способствовать восстановлению функции тимуса у его получателей.
Органоиды тимуса в будущем позволят производить в биореакторах модифицированные Т-клетки для целенаправленной борьбы с онкологическими заболеваниями.

### Органоиды легочной ткани
Воздействуя на сигнальные пути ИПСК человека удалось получить органоиды лёгких человека, состоящие из эпителиальных и мезенхимальных компартментов лёгких, со структурными особенностями, характерными для легочных тканей. Модификация этого метода позволяет выращивать органоиды легочной ткани в биореакторе и использовать их для изучения легочных заболеваний.

### Органоиды сетчатки глаза
Разработаны 3D органоиды глазного яблока и сетчатки глаза с фоторецепторными клетками: палочками и колбочками. Это позволит в будущем разработать методы лечения таких заболеваний глаз, как дегенерация сетчатки.

### Органоиды сенсорного эпителия внутреннего уха
Аналогичная технология была использована для разработки способов получения органоидов сенсорного эпителия внутреннего уха, что в будущем позволит бороться с глухотой.

### Органоиды простаты
Органоиды простаты были получены путём направленной дифференцировки ЭСК. Отмечается, что решающее значение для образования эпителиальных клеток простаты имеет время экспозиции факторам WNT10B/Fgf10, выполняющих ключевую роль для образования простаты, также как и в период внутриутробного развития.

### Церебральные органоиды
С целью моделирования и исследования in vitro человеческого головного мозга и его заболеваний была создана трёхмерная культура органоидов клеток головного мозга, полученных из плюрипотентных стволовых клеток. Церебральные органоиды (англ. Cerebral organoid) могут быть использованы для изучения нейруляции и других процессов нейрогенеза как простые модели сложных тканей мозга для изучения влияния токсинов и лекарств на ткани мозга путём их безопасного и экономичного первоначального скрининга, а также для получения образцов для ксенотрансплантации.

### Эпителиальные энтероиды, колоноиды и холангиоиды
При моделировании эпитеалиальных органов проблемой является разнообразие источников эпителиальных тканей, крайняя чувствительность пролиферативной активности эпителиальных клеток к внешним изменениям, а также ассоциированные с эпителиально-мезенхимальным переходом особенности, характерные исключительно для эпителиальных тканей. Поскольку форма таких тканей в основном представляет собой стенку, её восстановление связано с многослойной организацией и функционалом (перистальтика, нервная регуляция). Данные особенности тканевой морфологии обобщают биологические проблемы, возникающие при поиске новых эффективных методов восстановительной и регенеративной хирургии стенок полых эпителиальных органов (пищевод, желудок, кишечник), а также трубчатых структур (желчный проток, мочеточник). Исследованию кишечника человека помогут органоиды, полученные из эпителиальных клеток тонкой и толстой кишки. С их помощью можно изучать стволовые клетки кишечника и механизмы нарушения физиологических функций желудочно-кишечного тракта, а также создавать опухолевые органоиды для изучения раковых заболеваний и скрининга лекарственных препаратов.

### Лечение ран и ожогов сфероидами
Российскими учеными разработан новый способ подготовки стволовых клеток для лечения глубоких ран, ожогов и обморожений. Для этого стволовые клетки  выращивают в виде сфероидов — клеточных комплексов в виде сферы размером от 100 до 200 нанометров. Чтобы повысить устойчивость сфероидов к культуральной среде добавляют аскорбиновую кислоту, что способствует формированию внеклеточного матрикса — вещества, которое соединяет клетки друг с другом.  Такой подход позволяет клеткам развиваться в среде привычных им взаимосвязей, что повышает их выживаемость после введения в организм по сравнению с единичными клетками и вследствие этого повышает эффективность терапии. Во время испытаний на лабораторных животных было показано, что клетки, упакованные в объемные структуры, высвобождают в три раза больше биологически активных веществ, что помогает тканям быстрее заживать. При этом уменьшается вероятность образования шрамов.

### Сфероиды волосяных фолликулов
Техника выращивания клеток в виде сфероидов в висячей капле была использована для культивации клеток сосочкового слоя волосяных фолликулов человека. Было показано, что при выращивании этих клеток в виде сфероидов, когда клетки растут как бы в более естественном трёхмерном окружении и взаимодействуют друг с другом, они способны заново индуцировать образование волосяных фолликулов в коже человека.

### Биоинженерная мышца
Создана так называемая «мускульная» ткань, реагирующая на сигналы, поступающие от нерва благодаря нервно-мышечному соединению, выращенному из клеток мышечной ткани и нейрональных клеток. Эта ткань потенциально может быть использована для фармакокинетических анализов и для создания привода мышц биороботов и протезов. Более того выращенная in vitro биоинженерная мышца оказалась способна к развитию, регенерации и смогла прижиться после трансплантации её животному. Разработана технология получения мышц из ИПСК, которые можно неограниченно размножать культивацией, что позволит выращивать мышечную ткань в больших количествах

### Хрящевые и мышечные ткани для операций по реконструкции
Из небольшого количества клеток носовой перегородки пациентов удалось вырастить хрящевую ткань, которая была использована для реконструкции носа после удаления онкообразования. По прошествии более одного года все пациенты были удовлетворены эстетическими и функциональными результатами операции и никаких отрицательных эффектов зарегистрировано не было.
Тканевые имплантаты, выращенные в лаборатории из собственных мышечных и эпителиальных клеток девочек-пациенток, которым требовалась операции по реконструкции вагины, после пластической операции не только успешно прижились, но и функционировали.
Создана подложка и специальный инкубатор для выращивания человеческого пищевода из клеток пациента. Эта разработка в перспективе позволит сохранить жизнь новорожденным, родившимся без значительной части пищевода.

### Преодоление иммунного отторжения органов
Важным препятствием при трансплантации тканей и органов является их отторжение. Даже если аллотрансплантация прошла успешно, пациенту с пересаженным органом как правило приходится всю оставшуюся жизнь принимать препараты, препятствующие отторжению. Чтобы сделать трансплантат «невидимым» для иммунной системы человека, создана культура человеческих эмбриональных стволовых клеток, которые синтезируют две молекулы, подавляющие активность Т клеток, а именно CTLA4-Ig (Cytotoxic T lymphocyte-associated antigen-4-immunoglobulin) и PD-L1 (Programmed death ligand 1), причём как до, так и после дифференциациировки. Особенностью этих клеток является то, что образующиеся из них аллогенные (от другого человека) ткани не вызывают иммунной реакции и отторжения после трансплантации. Это значит, что трансплантацию органов и тканей, выращенных из этих «универсальных» клеток, возможно удастся проводить без необходимости проверки на совместимость.

### 3D-биопечать
Компания «3Д Биопринтинг Солюшенс» впервые в мире сумела создать функционирующую щитовидную железу мыши с помощью 3D-биопринтинга. Для печати щитовидной железы из клеток, взятых у мышей, использовался российский биопринтер FABION. Напечатанные органы пересаживали мышам, щитовидная железа которых была разрушена с помощью радиоактивного йода. Результаты работы были представлены авторами на различных научных конференциях и опубликованы в рецензируемых изданиях для специалистов.

## Роль самоорганизации тканей
См. также Синтетический морфогенез
Учёные до сих пор не могут объяснить, как клетки самоорганизуются в сложные ткани. Упорядоченные структуры возникают из клеток без внешних сил или влияния. На протяжении развития клетки воздействуют на поведение друг друга и принимают решения, исходя из «разговора» с соседями. По мнению японского ученого Sasai, «подобные явления самоорганизации можно увидеть только в группах, насчитывающих приблизительно от 1000 до 100000 клеток. На этом уровне клетки могут быть непосредственно демократичными, им не нужно специального губернатора или президента, чтобы организовать их». Клетки «сортируются»: однотипные слипаются, а разнотипные остаются разобщёнными. Позднее возникают центры организации, руководящие морфогенезом путём выделения ростовых факторов (морфогенов) с помощью градиентов, концентрации которых создают так называемые биополя. Примером практического применения градиентов концентрации является индуцированный рост аксонов вдоль градиентов концентрации специфических цитокинов.
Процессом самоорганизации клеточной культуры в органоиды можно управлять, подбирая необходимые компоненты 3D среды. Одинаковые органоиды можно получить, используя разные среды. Важно только дать правильный «пусковой» сигнал, а механизм самоорганизации сделает все остальное.

## Роль межклеточного матрикса
Для нормального функционирования и обновления клеткам тканей в организме необходим внеклеточный матрикс, создающий, поддерживающий и регулирующий условия их существования в нише. Внеклеточный матрикс представляет собой многофункциональную систему, активно участвующую во множестве процессов, связанных с развитием организма, нередко исполняя роль «подсказки», направляющей дифференцировку клеток в том или ином направлении. Компоненты матрикса можно подразделить на две условные группы: структурные белки, такие как фибриллярные белки и гликозаминогликаны, и регуляторные белки, в том числе всевозможные ростовые факторы, матриклеточные белки (белки семейства CCN, IGFBP, декорин и бигликан), ферменты (металлопротеиназы) и рецепторы (интегрины). Воссоздать такую сложную систему и архитектуру органа искусственным путём, например, с помощью 3D-биопринтинга, пока не представляется возможным. Однако учёные разработали технологии получения межклеточного матрикса из аллотрансплантатов донорских органов путём промывания их растворами детергентов, в процессе которого клетки донора удаляются и остается только бесклеточная матрица, все ещё сохраняющая архитектуру (в том числе сеть кровеносных и лимфатических сосудов и матрицу нервной ткани), а также большинство регуляторных белков. Затем эту матрицу засевают клетками реципиента и помещают в биореактор, причем могут быть использованы различные технологии заселения матрикса и его культивирования, в том числе комбинированные: например 3D-биопринтинг, статичное и динамическое культивирование. В результате можно вырастить аутотрансплантат, который состоит из клеток реципиента и в теории не должен отторгаться его иммунной системой. Подобная технология позволяет заселять полученную из сердца донора бесклеточную матрицу кардиомиоцитами, полученными из ИПСК реципиента, и выращивать из них функционирующую сердечную мышцу в инкубаторе, который снабжает их питательным раствором, а также воспроизводит некоторые параметры среды живого организма.
Разработан протез трахеи, который на 95 % состоит из тканей пациента, что позволяет избежать отторжения органа. Каркасом для протеза стала кость, выращенная из тканей надкостницы. Внутренняя поверхность органа создавалась из стволовых клеток и собственной слизистой пациента. Биореактором, в котором новая трахея созревала в течение шести месяцев, послужили ткани грудной стенки больного. В результате инкубации в протезе сформировалась собственная сосудистая система.